# Reinhard Weipert
Reinhard Weipert (* 12. September 1950 in Augsburg-Haunstetten-Siebenbrunn) ist ein deutscher Semitist.

## Leben
Der Sohn von Franz und Ingeborg Weipert, geb. Jähn, studierte nach dem Abitur 1969 Semitistik an der Universität München. Nach der Promotion 1977 im Hauptfach Semitistik. Nebenfächer: Philologie des Christlichen Orients und Turkologie wurde er Referent am Orient-Institut Beirut. 1980 wurde er wissenschaftlicher Mitarbeiter bei der Kommission für Semitische Philologie an der Bayerischen Akademie der Wissenschaften. 1981 wurde er wissenschaftlicher Assistent am Institut für Semitistik der Universität München. Nach der Habilitation 1987 für Semitistik wurde er 1997 zum außerplanmäßigen Professor ernannt. 2016 trat er in den Ruhestand.

## Schriften (Auswahl)
- Studien zum Diwan des Rāʿī. Freiburg im Breisgau 1977, ISBN 3-87997-057-2.
- Ägyptisch-Arabisch. München 1990, ISBN 3-493-61128-5.
- Ein Unglück kommt selten allein. Vier arabische Synonymensammlungen zum Wortfeld dāhiya. München 2004, ISBN 3-7696-1630-8.
- Altarabischer Sprachwitz. Abū ʿAlqama und die Kunst, sich kompliziert auszudrücken. München 2009, ISBN 978-3-7696-1651-4.